# Musée national de l'Azulejo
Le musée national de l'Azulejo (Museu Nacional do Azulejo en portugais) est un musée situé à Lisbonne, qui présente une importante collection de carrelage en céramique le plus souvent, décoré et vitrifié d'un côté, dénommé « azulejo ».

## Historique

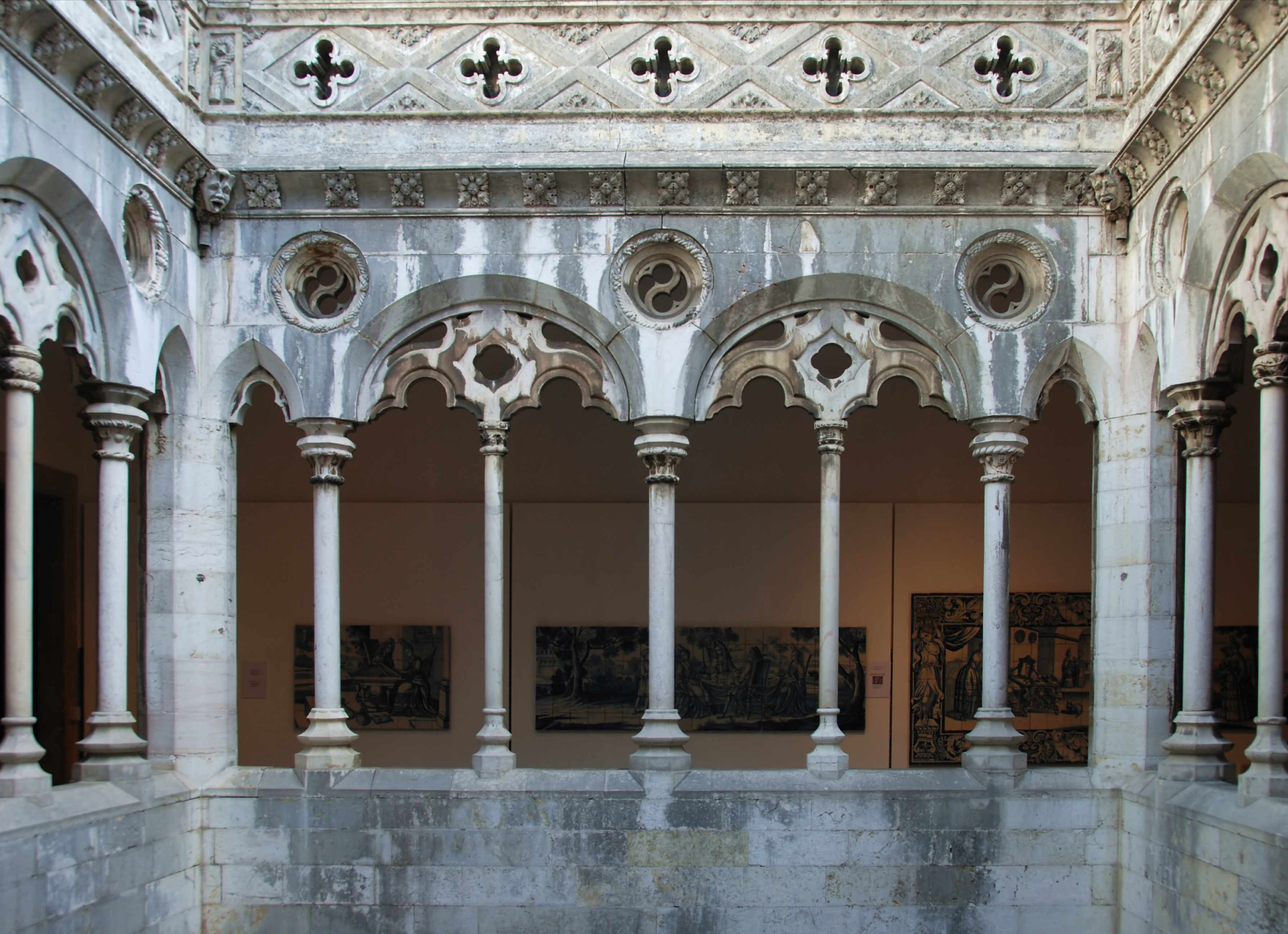
Azulejos exposés dans le cloître du musée national de l'Azulejo.

Le musée national de l'Azulejo est l'un des plus importants musées du Portugal, avec sa collection unique dédiée aux carrelages et carreaux de faïence, témoignant de l'expression artistique de la culture portugaise. Le musée est installé dans l'ancien couvent de Madre de Deus, fondé en 1509, par la reine consort de Portugal Éléonore de Viseu (1458-1525), sœur du roi Manuel Ier de Portugal et veuve du roi Jean II de Portugal.
Le musée est installé dans le cloître de l'ancien couvent, situé dans le quartier de Beato, depuis son ouverture au public en 1960.
Depuis 1980, le musée porte le titre de « Musée national » et fut de facto détaché du Museu Nacional de Arte Antiga de Lisbonne.

## Collections
La collection présente au public environ 7 000 pièces, donnant un bon aperçu de l'évolution de l'art du carrelage en céramique au cours des siècles, notamment depuis la Renaissance. Les motifs des carreaux montrent entre autres une grande fresque en mosaïque représentant le panorama de Lisbonne avant le séisme de 1755 sur une longueur de 25 mètres et comprenant 1 300 carreaux. Une autre série de carrelage représente les portraits du roi Charles II d'Angleterre et son épouse portugaise, Catherine de Bragance. Les ensembles d'azulejos datent de la période de la Renaissance jusqu'au XIXe siècle et proviennent de monastères ou des collections privées des maisons de grands bourgeois ou de la noblesse. L'histoire des styles de carrelages portugais et les différentes formes de production sont représentés, ainsi que des azulejos de style art moderne et contemporain.
La collection comprend également de nombreux carrelages provenant du monde arabe (al zulaydj, زليج, qui a donné « azulejo »), et particulièrement d'Afrique du Nord, mais également d'Europe et notamment des Flandres (carreaux de Delft).

## Plan du musée
Rez-de-chaussée
Collections

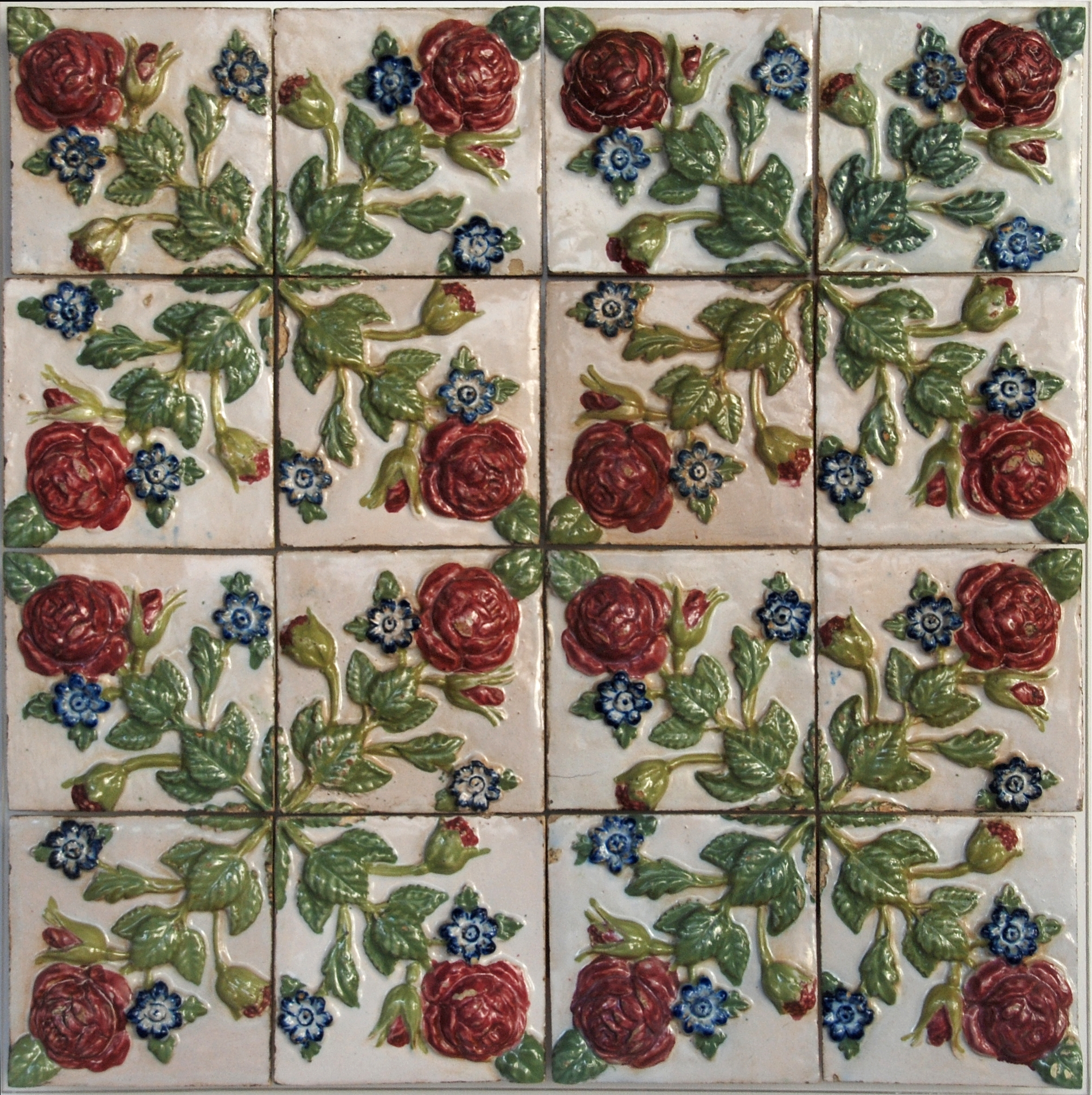
Azulejos du XIXe siècle.

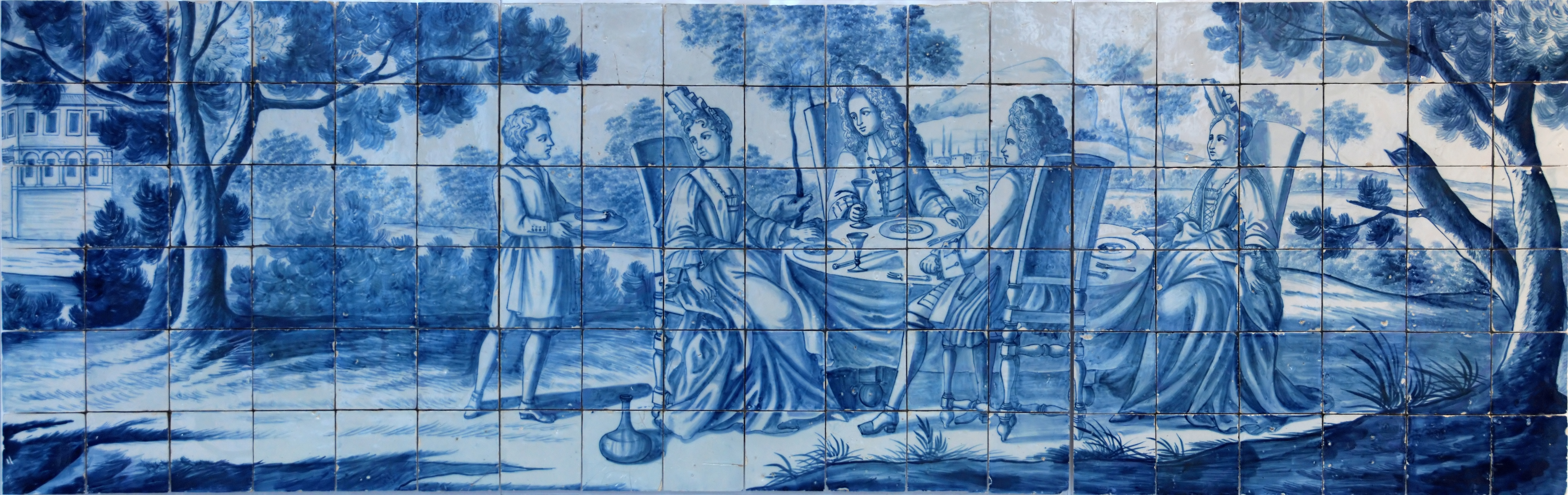
Azulejos du XVIIIe siècle.

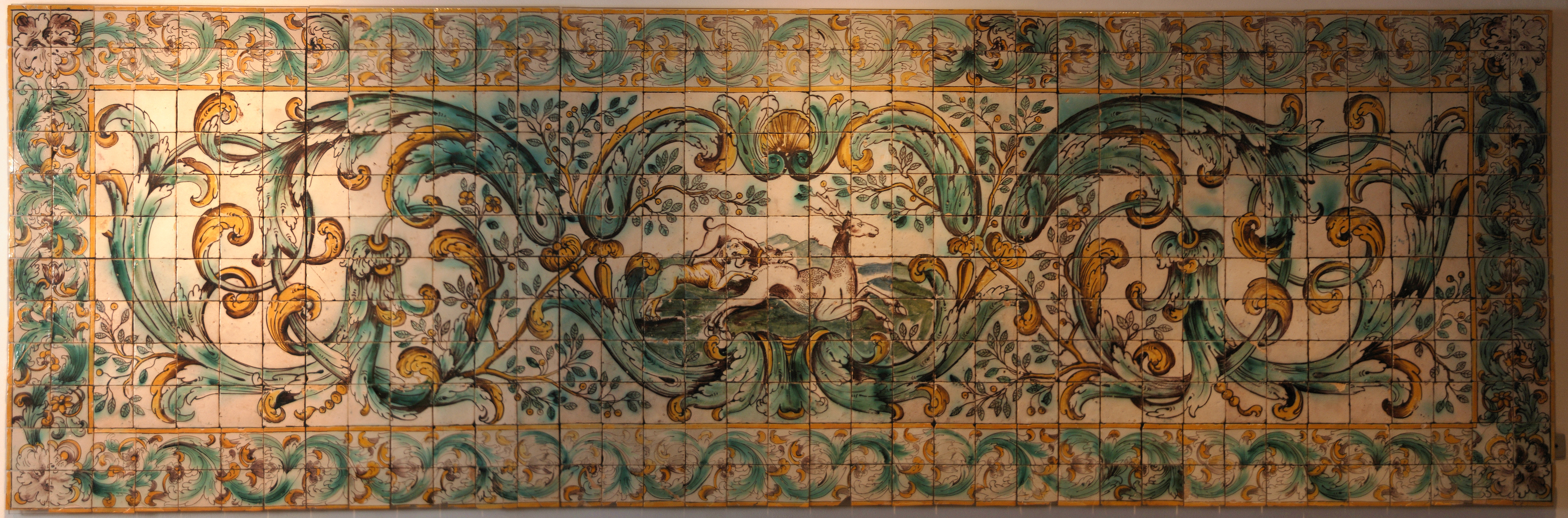
Azulejos du XVIIe siècle.

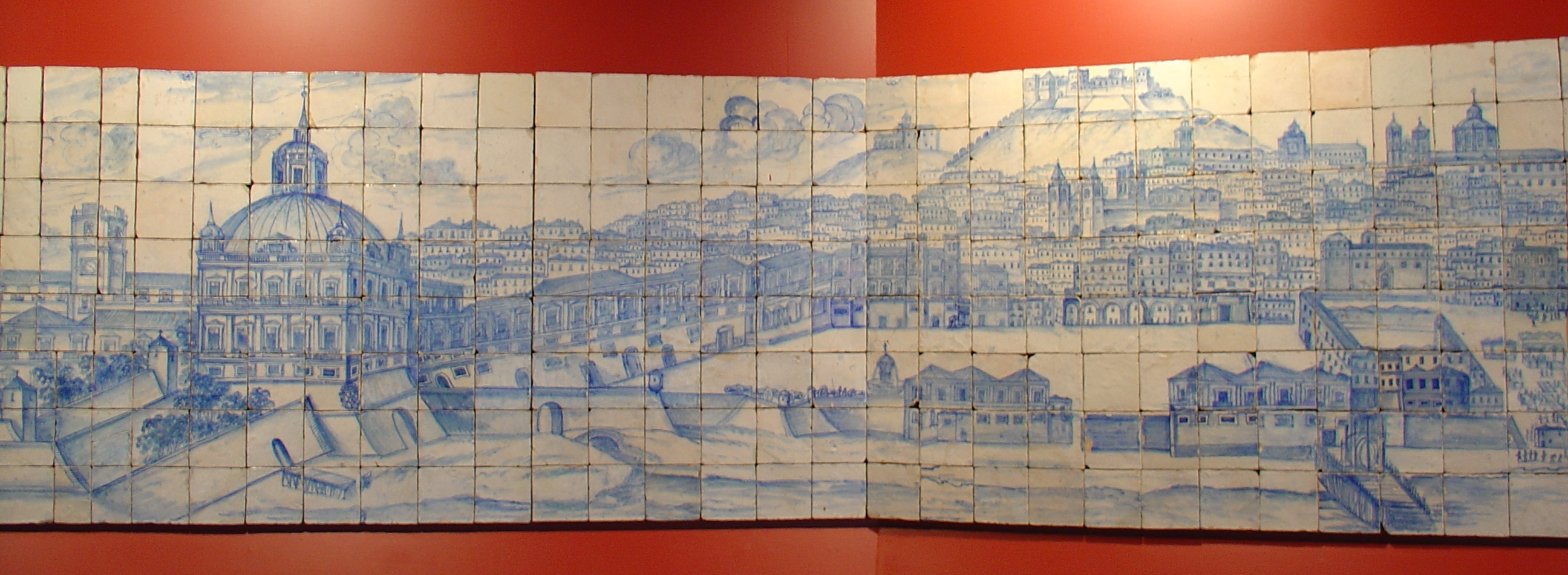
Azulejo représentant le panorama de Lisbonne avant le séisme de 1755.

Les salles du rez-de-chaussée présentent les azulejos depuis le début de leur fabrication à l'époque de la Renaissance jusqu'au XVIIe siècle.
- Salle 1 : les premiers azulejos
- Salle 2 : les Azulejos arabes
- Salle 3 : azulejos du XVIe siècle
- Salle 4 : azulejos du XVIe siècle
- Salle 5 : azulejos du XVIe siècle
- Salle 6 : azulejos du XVIIe siècle
- Salle 7 : azulejos du XVIIe siècle

Architecture
- Salle A : chapelle de Doña Leonor
- Salle B : partie inférieure du chœur (soubassement)
- Salle C : église de la Madre de Deus
- Salle D : petit cloître, style manuélin
- Salle E : grand cloître, style renaissance

Premier étage
Collections
Les salles du premier étage présentent les collections du XVIIe au XXe siècle. 
- Salle 8 : azulejos du XVIIe siècle
- Salle 9 : azulejos du XVIIe siècle
- Salle 10 : azulejos du XVIIe siècle
- Salle 11 : azulejos du XVIIIe siècle
- Salle 12 : azulejos du XVIIIe siècle
- Salle 13 : azulejos du XVIIIe siècle
- Salle 14 : azulejos du XIXe siècle
- Salle 15 : azulejos du XXe siècle

Architecture
- Salle F : chapelle de San Antonio
- Salle G : chœur

Deuxième étage
Le deuxième étage présente le grand panneau, long de 25 mètres, représentant le panorama de Lisbonne avant le tremblement de terre de 1755.